# Izomorfické transformace
Izomorfické transformace je pojem, který do psychologie a psychoanalýzy zavedl roku 1972 Edgar Levenson. Levenson patří k tzv. interpersonální psychoanalýze, směru navazujícímu především na dílo Harry Stack Sullivana. Levenson věří, že jádrem problému každého psychicky nemocného pacienta je interpersonální vzorec, vzorec cítění, jednání a vztahů, který si osvojil v dětství. Tento vzorec podle Levensona ovšem není opakován jen při komunikaci s lidmi a analytikem, ale na všech úrovních života. Předtím, než na tuto úroveň přejde, je tzv. izomorficky transformován, upraven pro tu kterou konkrétní oblast skutečnosti. Podoba vzorce na nové úrovni je pak izomorfickou transformací. Cílem terapeuta je poukázat, že všechny izomorfické transformace mají společné jádro, a to pak pozměnit aktivním zásahem do vztahu mezi pacientem a terapeutem.